# Vanua Lava
Vanua Lava ist eine Insel in der Gruppe der Banks-Inseln im Norden des pazifischen Inselstaates Vanuatu im Pazifischen Ozean. Sie ist nach Fläche und Bevölkerung die größte Insel der Banks-Inseln, vor Gaua, der zweitgrößten Insel.
Im Südosten von Vanua Lava liegt Sola, die Provinzhauptstadt der vanuatuischen Provinz Torba.
Der Ostküste vorgelagert sind einige kleine Nebeninseln wie Ravenga, Kwakéa und Niwula.